# 문흥 분기점
문흥 분기점(文興分岐點, Munheung Junction, 문흥JC)은 광주광역시 북구 문흥1동에 설치된 광주대구고속도로와 호남고속도로, 그리고 2순환로가 만나는 분기점이자 광주대구고속도로와 2순환로의 기점이다.
본래 호남고속도로 건설 당시 없었던 교차로이며, 당초 제2순환로 각화 나들목 ~ 동광주 나들목 사이에 1.46km의 입체도로를 건설하려던 계획이 지금의 위치에 입체 교차로를 신설하는 것으로 변경되면서 추진되었고, 2009년 12월 17일에 신설 개통되었다. 2015년 12월 22일에 문흥 분기점 ~ 고서 분기점 구간이 광주대구고속도로와의 노선 공용 구간으로 지정됨에 따라 광주대구고속도로의 기점이 되었다. 호남고속도로 본선 상의 표지판과 교통정보에서는 문흥 나들목으로 표시하고 있으나, 정식 명칭은 문흥 분기점이다.
호남고속도로 논산 방면에서 문흥 분기점의 램프를 통해 광주화물터미널 방향의 동문대로로 진출할 수 있어 나들목의 기능도 수행하고 있다.

## 연혁
- 2006년 1월 2일 : 2009년까지 분기점 신설을 위해 광주광역시 도시계획시설 교통광장에 북구 문흥동 일대를 문흥 분기점으로 고시[2]
- 2009년 12월 17일 : 호남고속도로 고서 분기점 ~ 문흥 분기점 구간 왕복 6, 8차로 개통 및 2순환로 문흥 분기점 ~ 문흥 나들목 구간 개통과 함께 영업 개시[3]
- 2010년 12월 20일 : 호남고속도로 동광주 ~ 고서 구간 왕복 6차로 확장 개통으로 광주광역시 도시계획시설 교통광장 변경[4]
- 2015년 12월 22일 : 호남고속도로 고서 분기점 ~ 문흥 분기점 구간이 광주대구고속도로와의 노선 공용 구간으로 지정됨에 따라 광주대구고속도로의 기점이 됨.[5]

## 구조물 정보
- 위치: 광주광역시 북구 문흥1동

## 접속하는 노선・도로

### 대구・순천・논산방면
- 광주대구고속도로 (11번), 호남고속도로 (9-1번) (중첩구간)

### 산월방면
- 2순환로

### 문흥동방면
- 동문대로 (국도 제29호선, 국가지원지방도 제55호선, 국가지원지방도 제60호선)